# Tillandsia albida
Tillandsia albida es una especie de planta epífita dentro del género  Tillandsia, perteneciente a la  familia de las bromeliáceas.  Es un endemismo de México,

## Descripción
Tillandsia albida es una hierba perenne, caulescente, con hábitoa de epífita sobre los cactus Cephalocereus senilis o rupicola o terrestre en suelo arenoso o rocoso. Tiene  tallos ramificadas. Las hojas son cónicas,  con escamas de color gris muy claro en ambos lados. La flor tiene color blanco o blanco verdoso una corola tubulosa, estambres y pistilos superior a la corola.

## Cultivares
- Tillandsia 'Impression Perfection'
- Tillandsia 'Tall Stranger'

## Taxonomía
Tillandsia albida fue descrita por Mez & Purpus y publicado en Repertorium Specierum Novarum Regni Vegetabilis 14(400–404): 248. 1916.
Etimología
Tillandsia: nombre genérico que fue nombrado por Carlos Linneo en 1738 en honor al médico y botánico finlandés Dr. Elias Tillandz (originalmente Tillander) (1640-1693).
albida: epíteto latíno que significa "blanca"